# SS Bothnia
O SS Bothnia foi um navio de passageiros britânico que navegou na trilha transatlântica entre Liverpool e Nova Iorque/Boston. O navio foi construído pelos estaleiros da J & G Thomson em Clydebank e lançado no dia 4 de março de 1874 para a British Mail e Royal Mail Steam Packet Company, que tornou-se Cunard Line em 1879.
O navio possuía uma arqueação bruta de 4.535 toneladas, com um comprimento de 522 pés. Ele era alimentado por uma máquina a vapor composta de 600 cilindros e tinha uma velocidade máxima de 12½ nós. Ele poderia transportar até 1.400 passageiros, 300 na primeira classe e 1.100 na terceira classe.
O Bothnia realizou sua viagem inaugural partindo Liverpool para Nova Iorque via Queenstown em 8 de agosto de 1874, e em 15 de abril de 1885, fez sua primeira viagem de Liverpool para Boston. Ele foi retirado de serviço em meados de 1898 e posteriormente vendido, sendo desmantelado em Marselha no ano seguinte.